# Smith & Wesson Model 36
El Smith & Wesson Model 36 (també conegut com el Chief's Special) és un revòlver que carrega la munició.38 Special. És un dels diferents models de revòlvers J-frame. Es va introduir l'any 1950 i encara està en producció amb el clàssic model 36 blau i al model 60 d'acer inoxidable.

## Història
El Model 36 va ser dissenyat a l'època posterior a la Segona Guerra Mundial, quan Smith & Wesson van deixar de produir materials de guerra i van reprendre la producció normal. Per al Model 36, pretenien dissenyar un revòlver que pogués disparar el més potent (en comparació amb el .38 Long Colt o el .38 S&W) .38 Special molt petit i ocultable. Atès que el marc en I més antic no era capaç de suportar aquesta càrrega, es va dissenyar un marc nou, que es va convertir en el J-Mark.
El nou disseny es va presentar a la convenció de l'Associació Internacional de Caps de Policia (IACP) l'any 1950 i va tenir una acollida favorable. Es va fer una votació per nomenar el nou revòlver, i va guanyar el nom "Chiefs Special". A 3-polzada (76 mm) el disseny de la versió de canó va entrar en producció immediatament, a causa de la gran demanda. Estava disponible en un acabat blau o niquelat. Es va produir com a "Chiefs Special" fins al 1957, quan després es va convertir en el Model 36. El "Chiefs Special" es va continuar fabricant com una variant separada.
El 1951, Smith & Wesson va presentar el model Airweight 37, que era bàsicament el disseny del Model 36 amb un marc i un tambor d'alumini. Els tambors d'alumini van resultar ser problemàtics i es van abandonar a favor d'un tambor d'acer.

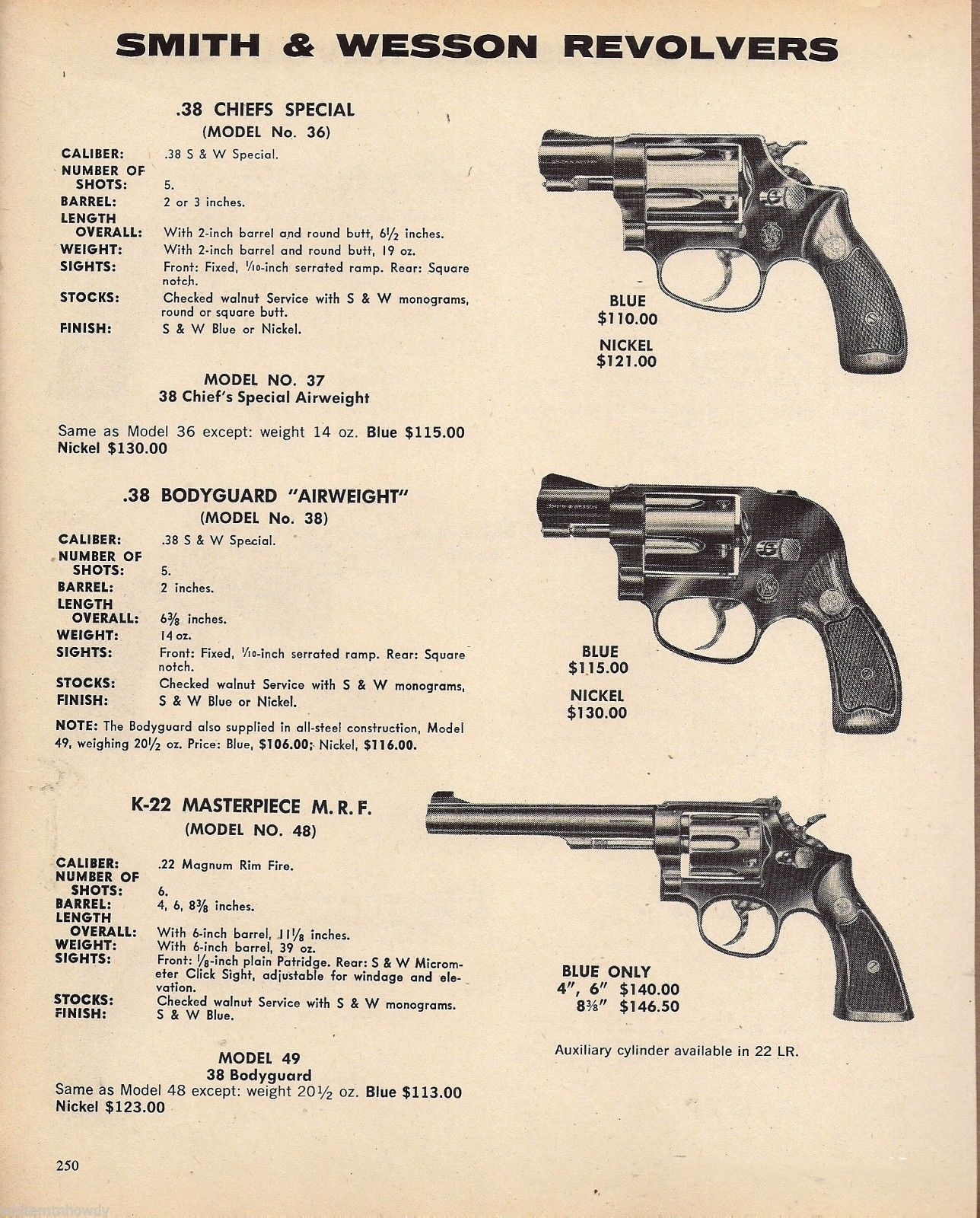
Una pàgina del catàleg S&W de 1976, on es detallen els models 36, 37, 38, 48 i 49.

El 1989, Smith & Wesson va presentar la variant LadySmith del Model 36. Estava disponible amb canó de 2 in (51 mm) o 3 in (76 mm) i acabat blau. Aquest model també comptava amb agafadors especials dissenyats específicament per a dones i tenia "LADYSMITH" gravat al marc.
Es van produir aproximadament 615 variacions del model 36-6 Target. Aquesta variant tenia un canó complet de 3 polzades amb mires ajustables i un acabat de blau-vidrós.
El 2002, Smith & Wesson va reintroduir el Model 36 amb característiques d'or (martell, polze, extractor i disparador), anomenant-lo "Model 36 Gold". El color daurat era en realitat nitrur de titani.
El 2005, Smith & Wesson van produir la variant "Texas Hold 'Em". Aquest es va produir amb un acabat blau, pinces d'imitació d'ivori i gravat en placa d'or de 24 quirats.
Moltes variants del Model 37 amb un anell de cordó adjunt es van fer per al Japó. Part d'aquest contracte es va cancel·lar, la qual cosa va fer que molts d'aquests es van vendre a un majorista, que després els va tornar a vendre per a ús civil. Aquests van entrar al mercat civil l'any 2001. El 2006, el Model 37 es va retirar del catàleg de Smith & Wesson.
El número de sèrie 337 va ser enviat a J. Edgar Hoover i està gravat amb el seu nom.
L'any 1958, el fabricant espanyol Astra va desenvolupar una línia de revòlvers d'alta qualitat basada en aquesta arma, sota el nom d'Astra Cadix, Astra 250 i Astra NC6.

## Disseny i característiques

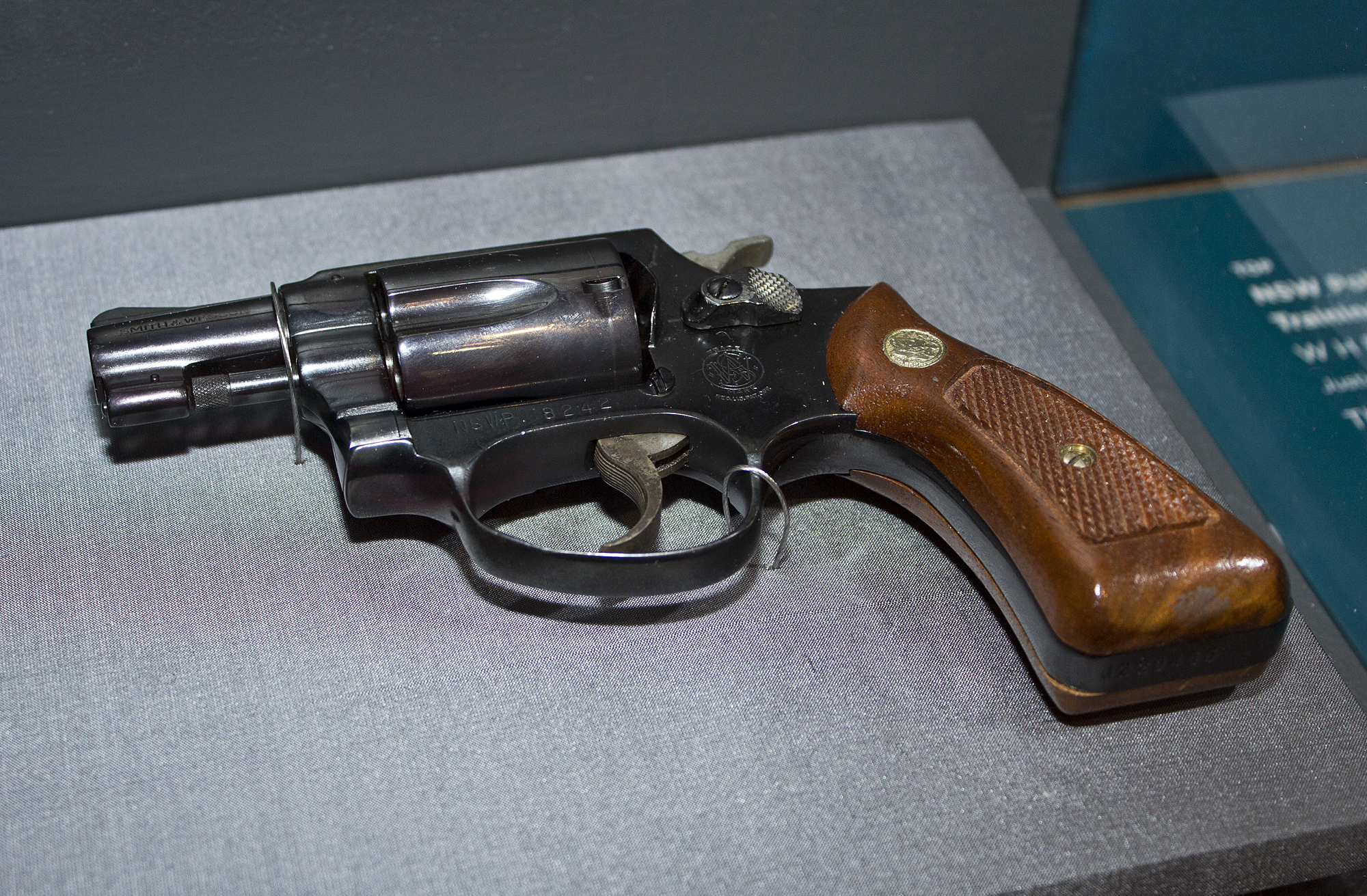
S & W Model 36.38 que va ser assignat a les dones de la policia de NSW

Dissenyat com petit i compacte, el Model 36 s'ha produït amb canons de 2 polzades (1,875 polzades de longitud real) o 3 polzades amb mires fixes. També es va produir una versió amb visor posterior ajustable, el Model 50 Chief's Special Target, en nombres limitats amb canons de 2 i 3 polzades.
Com gairebé tots els altres revòlvers Smith & Wesson "J-frame", té una capacitat de 5 trets amb un tambor giratori i inclou un martell exposat. Té un acabat niquelat o blau i agafadors de fusta o de goma.

## Ús
- :Es van enviar 5.344 unitats del Model 37 el 2003[5] i 5.519 addicionals el 2005 per a l'Agència Nacional de Policia[6]
- : Durant molts anys, aquest revòlver va ser l'arma estàndard del "detectiu policial de paisà" per a moltes agències policials, incloent el NYPD. Molts agents de policia encara l'utilitzen o un dels seus descendents més recents el revòlver S&W Model 37, però com a arma "de reserva" de la seva pistola de servei principal o com a arma per quan estan "fora de servei".[7] a mitjans de la dècada de 1970, durant alguns anys, el Model 36 va ser portat com a arma de servei pel personal administratiu i de comandament de la Patrulla de Carreteres de l'Estat de Carolina del Nord,[8] però més tard va ser reemplaçat quan tots els soldats havien de portar l'arma de servei,el revòlver S&W Model 66 .357, que al seu torn va ser substituït més tard per l'últim revòlver de la marca, el S&W 686